# Sayaka Murata
Sayaka Murata (村田沙耶香 Murata Sayaka; Inzai, 14 augustus 1979) is een Japans schrijfster. Ze won meerdere literaire prijzen, waaronder de Akutagawaprijs.

## Biografie
Nadat Murata de middelbare school in Inzai had voltooid, verhuisde haar familie naar Tokio, waar ze naar de Kashiwa High School ging en vervolgens studeerde aan de Tamagawa Universiteit, waar ze haar schrijversstem vond. Haar eerste roman Jyunyū ("borstvoeding", niet vertaald in het Nederlands) verscheen in 2003. Tijdens haar schrijfcarrière was Murata lange tijd medewerker van een Japanse buurtsupermarkt (konbini) in Tokio. Veel van de thema's en achtergrondverhalen van personages in haar romans komen voort uit haar dagelijkse observaties in de buurtsupermarkt. Nadat Murata de Akutagawaprijs won bleek het niet meer mogelijk om het schrijven te combineren met haar werk bij de buurtsupermarkt en is zij met dat laatste gestopt.

## Schrijfcarrière in Japan
In Japan zijn meer dan tien romans van Murata verschenen. Met haar eerste roman, Jyunyū, won ze in 2003 de Gunzo Prijs voor nieuwe schrijvers (Gunzō Shinjin Bungakushō). In 2013 won ze de Mishima Yukio Prijs voor Shiro-iro no machi no, sono hone no taion no, en in 2014 de speciale prijs van de 'Sense of Gender Award', een prijs voor boeken die het begrip gender onderzoeken en verdiepen. In 2016 won ze met haar 10e roman, Konbini ningen (Buurtsupermens), de Akutagawaprijs, en werd ze uitgeroepen tot een van de Vrouwen van het Jaar van Vogue Japan. Er zijn van Konbini ningen in Japan meer dan 1 miljoen exemplaren verkocht.

## Vertalingen in het Nederlands
In 2019 werd Konbini ningen haar eerste boek dat in het Nederlands is vertaald, onder de titel Buurtsupermens. Ook haar laatste roman Chikyu Seijin is vertaald, onder de titel Aardbewoners.

## Thema's
Murata onderzoekt in haar werk de verschillende gevolgen van non-conformiteit van mensen in de Japanse samenleving met name met betrekking tot genderrollen, ouderschap en seks. Murata zegt dat haar boeken de zoektocht van mensen in een snel veranderende wereld beschrijven. Maatschappelijke acceptatie van leven zonder seks, zoals bij aseksualiteit, vrijwillig en onvrijwillig celibaat, komt terug als thema in verschillende van haar romans, zoals Buurtsupermens en Aardbewoners.

### vertaalde werken
| Jaar (origineel) | Titel (origineel) | Titel vertaling (Nederlands) | Jaar (vertaling) | Uitgever (vertaling) | ISBN (vertaling) | Vertaler      | Titel vertaling Engels  |
| ---------------- | ----------------- | ---------------------------- | ---------------- | -------------------- | ---------------- | ------------- | ----------------------- |
| 2016             | Konbini ningen    | Buurtsupermens               | 2019             | Singel uitgeverij    | 9789038806631    | Luk Van Haute | Convenience Store Woman |
| 2018             | Chikyu Seijin     | Aardbewoners                 | 2021             | Singel uitgeverij    | 9789038810454    | Luk Van Haute | Earthlings              |

### Boeken in het Japans
| Jaar | Titel                                        | Uitgever             | ISBN          |
| ---- | -------------------------------------------- | -------------------- | ------------- |
| 2005 | Jyunyū                                       | Kodansha             | 9784062127943 |
| 2008 | Mausu                                        | Kodansha             | 9784062145893 |
| 2009 | Gin iro no uta                               | Shinchosha           | 9784103100713 |
| 2010 | Hoshi ga szu mizu                            | Kodansha             | 9784062160971 |
| 2011 | Hakobune                                     | Shueisha             | 9784087714289 |
| 2012 | Shiro-iro no machi no, sono hone no taion no | Asahi Shimbun        | 9784022510112 |
| 2012 | Tadaima tobira                               | Shinchosha           | 9784103100720 |
| 2014 | Satsujin Shussan                             | Kodansha             | 9784062190466 |
| 2015 | Shōmetsu sekai                               | Kawade Shobo Shinsha | 9784309024325 |
| 2016 | Konbini ningen                               | Bungeishunju         | 9784163906188 |
| 2018 | Chikyu Seijin                                | Shinchosha           | 9784103100737 |
| 2019 | Seimeishiki                                  | Kawade Shobo Shinsha | 9784309028309 |